# Hirtenberg HV.15
L'Hirtenberg HV.15, citato anche come Hopfner/Hirtenberg HV.15, era un bimotore da trasporto passeggeri ad ala bassa progettato dall'azienda austriaca Hopfner-Flugzeuge, sviluppato poi dalla successiva Hirtenberger Patronenfabrik AG, quindi dalla succeduta Wiener Neustädter Flugzeugwerke (WFN) GmbH.
Realizzato per il mercato civile, venne poi preso in carico dalla Heimwehr Flieger Korps, l'allora aeronautica militare austriaca, quindi, dopo l'Anschluss, assunse successivamente la designazione RLM WNF HV 15, poi WNF Wn 15, e venne valutato dalla tedesca Luftwaffe.

## Storia
Nel 1935, l'azienda austriaca Hirtenberger Patronen, Zündhutchen und Metallwarenfabrik AG, fino ad allora attiva nel settore di produzione armamenti, decise di estendere la propria attività alla produzione di aeromobili. A tale scopo acquistò la Hopfner Flugzeugbau, piccolo produttore di aeromobili con sede ad Aspern, nei pressi di Vienna, che era in quel momento sull'orlo del fallimento.
Al precedente proprietario, oltre che progettista, Theodor Hopfner, venne offerto l'incarico di dirigere l'ufficio di progettazione e direttore del settore aeronautico (Abteilung Flugzeugbau).

### Sviluppo
Benché non fosse il primo progetto di un bimotore realizzato da Hopfner, l'HV.15 fu il primo velivolo di quel tipo ad essere costruito dall'azienda. Hopfner si basò sull'esperienza acquisita su un altro modello ad ala bassa, l'HR-14/34 da lui precedentemente realizzato. Il nuovo velivolo, pensato per la produzione in serie, era destinato al mercato civile come aereo passeggeri o da trasporto leggero.
Il prototipo, immatricolato OE-POH, venne portato in volo per la prima volta l'8 marzo 1936, equipaggiato con i più potenti motori allora a disposizione in territorio austriaco, i radiali Siemens-Halske Sh 14 A da 160 PS (119 kW) ciascuno. Per la produzione in serie era previsto l'adozione dei più potenti de Havilland Gipsy Six II da 200 hp (149 kW), tuttavia anche con i motori tedeschi rivelò raggiungere buone prestazioni.
Il prototipo, concluso il ciclo di prove di volo, venne poi trasferito alla Bundespolizeidirektion (BPD).

## Versioni
HV.15
versione civile da trasporto passeggeri o merci, realizzata in un unico prototipo.
HM.15
versione militare da addestramento destinata alla formazione di equipaggi di bombardieri leggeri; rimasta allo stadio progettuale.

## Utilizzatori

### Governativi
Austria
- Bundespolizeidirektion

### Militari
Germania
- Luftwaffe

l'esemplare operò brevemente per valutazioni prima di essere trasferito in Croazia.
 Croazia
- Zrakoplovstvo Nezavisne Države Hrvatske